# Thomas Joseph Drury
Thomas Joseph Drury (* 4. Januar 1908 in Ballynote, Munster, Irland; † 22. Juli 1992) war ein irischstämmiger, US-amerikanischer Geistlicher und Bischof von Corpus Christi.

## Leben
Thomas Joseph Drury empfing am 30. Mai 1935 das Sakrament der Priesterweihe für das Bistum Amarillo.
Papst Johannes XXIII. ernannte ihn am 30. Oktober 1961 zum ersten Bischof von San Angelo. Die Bischofsweihe spendete ihm der Erzbischof von San Antonio, Robert Emmet Lucey, am 24. Januar des folgenden Jahres; Mitkonsekratoren waren der Bischof von Amarillo, John Louis Morkovsky, und Weihbischof Stephen Aloysius Leven aus San Antonio.
Drury nahm an allen vier Sitzungsperioden des Zweiten Vatikanischen Konzils als Konzilsvater teil.
Papst Paul VI. ernannte Drury am 19. Juli 1965 zum Bischof von Corpus Christi, nachdem wenige Tage zuvor Gebietsteile des Bistums zur Gründung des Bistums Brownsville abgetrennt worden waren.
Drury förderte die Umsetzung der Beschlüsse des Zweiten Vatikanischen Konzils in seinem Bistum und berief ein Pastorales Diözesankonzil ein. Er gründete eine Bistumszeitung und ermöglichte Vorbereitungen zur Gründung eines eigenen Radiosenders.
Am 19. Mai 1983 nahm Papst Johannes Paul II. seinen altersbedingten Rücktritt an.